# Henry van Dyke
Henry van Dyke (Germantown, 10 de novembro de 1852 — Princeton, 10 de abril de 1933) foi um diplomata, pastor e escritor americano.

## Vida
Henry van Dyke nasceu em 10 de novembro de 1852 em Germantown, Pensilvânia, nos Estados Unidos. Sua família traça suas raízes em Jan Thomasse van Dijk, que emigrou da República Holandesa para a América do Norte em 1652.
Ele se formou na Universidade de Princeton em 1873 e do Seminário Teológico de Princeton, 1877 e serviu como um professor de literatura Inglês em Princeton entre 1899 e 1923. Em 1908-1909 o Dr. van Dyke foi um professor americano na Universidade de Paris. Por designação do Presidente Wilson, um amigo e ex-colega de van Dyke, tornou-se ministro da Holanda e Luxemburgo em 1913. Ele foi eleito para a Academia Americana de Artes e Letras e recebeu muitas outras honrarias. Van Dyke era um inimigo ardente da anexação da Filipinas, e disse à sua congregação em 1898, "Se entrar no curso de conquistas estrangeiras, o dia não está muito distante em que devemos gastar na preparação de guerras por ano mais US$ 180 milhões que agora, na paz, passam a cada ano na educação de nossos filhos".
Ele presidiu o comitê que escreveu a primeira liturgia Presbiteriana Impressa, "O Livro de Culto Comum" de 1906. Entre seus escritos populares são as duas histórias de Natal, "The Other Wise Man" (O outro homem sábio) (1896) e "The First Christmas Tree" (A primeira árvore de Natal) (1897). Vários temas religiosos de seu trabalho também são expressos em sua poesia, hinos e os ensaios reunidos em "Little Rivers" (1895) e "Sorte dos Pescadores" (1899). Ele escreveu a letra do hino popular, Joyful Joyful, we adore thee (1907), cantada ao som de Beethoven 's Ode à Alegria. Ele compilou vários contos em "The Blue Flower" (1902), um título escolhido homenagem ao símbolo de romantismo introduzido primeiro por Novalis. Entre seus poemas é "Katrina Sundial", que foi a inspiração para a canção, "Time Is", do grupo It's a Beautiful Day em seu álbum de estreia de 1969. Além disso, as letras de uma canção - intitulado "Time", cantada por Mark Masri - são na sua maioria inspirados pela seguinte citação de Henry van Dyke: "O tempo é muito lento para os que esperam, muito rápido para os que têm medo, muito longo para os que sofrem, muito curto para os que se alegram, mas para aqueles que amam - o tempo é eternidade". A biografia de Van Dyke, intitulado Henry Van Dyke: A Biography , foi escrita por seu filho Tertius van Dyke e publicado em 1935.

## Lista de Obras

### Contos
- Among The Quantock Hills, from Days Off and Other Digressions
- Antwerp Road
- The Art of Leaving Off, from Days Off and Other Digressions
- Ashes of Vengeance
- Beggars Under the Bush
- Between The Lupin and The Laurel, from Days Off and Other Digressions
- The Blue Flower
- Books That I Loved as a Boy, from Days Off and Other Digressions
- The Boy of Nazareth Dreams
- A Brave Heart, from The Ruling Passion collection
- The Broken Soldier and the Maid of France
- A Change of Air
- A City of Refuge
- A Classic Instance
- The Countersign of The Cradle
- Days Off, from Days Off and Other Digressions
- Diana and the Lions
- A Dream-story: The Christmas Angel
- The Effectual Fervent Prayer
- The First Black Christmas
- The First Christmas-Tree[5]
- A Friend of Justice, from The Ruling Passion collection
- The Gentle Life, from The Ruling Passion collection
- A Handful Of Clay
- The Hearing Ear
- The Hero and Tin Soldiers
- His Other Engagement, da coleção Days Off and Other Digressions
- A Holiday in a Vacation, da coleção Days Off and Other Digressions
- Humoreske
- In the Odour of Sanctity
- Justice of the Elements
- The Keeper of the Light, from The Ruling Passion collection
- The Key of the Tower
- The King's High Way
- The King's Jewel
- Leviathan, from Days Off and Other Digressions
- Little Red Tom, from Days Off and Other Digressions
- The Lost Boy[6]
- The Lost Word: A Christmas Legend of Long Ago
- A Lover of Music, from The Ruling Passion collection
- Lucifer's Virgin Body
- The Mansion, Christmas story
- Messengers at the Window
- The Mill
- The Music-Lover
- The New Era and Carry On (a half-told tale)
- The Night Call
- Notions About Novels, from Days Off and Other Digressions
- An Old Game
- The Other Wise Man
- Out-Of-Doors in the Holy Land
- The Primitive and His Sandals (a half-told tale)
- Ships and Havens
- A Remembered Dream
- The Return of the Charm
- The Reward of Virtue, from The Ruling Passion collection
- The Ripening of the Fruit
- The Sad Shepherd, Christmas story
- Salvage Point
- A Sanctuary of Trees
- Silverhorns, from Boy Scouts' Book of Campfire Stories
- Sketches of Quebec
- Some Remarks On Gulls, from Days Off and Other Digressions
- Songs Out of Doors (Poemas) volume (duodecimo?) publicado pela Scribner's, 1922
- The Source
- Spy Rock
- Fighting For Peace
- Stronghold
- The Traitor in the House
- The Unruly Sprite, a Partial Fairy Tale
- The Wedding-Ring
- What Peace Means
- The White Blot, from The Ruling Passion collection
- Wood-Magic
- Helps to Happiness (contém seleções de sua obra conforme permitido)
- A Year of Nobility, from The Ruling Passion collection
- The Red Flower

## Acervos arquivísticos
A Sociedade Histórica Presbiteriana tem uma coleção de sermões, notas e endereços de Van Dyke de 1875 a 1931. A coleção também inclui dois ensaios biográficos e um poema de 1912.